# هیلر تن۹۹
هیلر تن۹۹ یک بالگرد آزمایشی محصول شرکت هواگردسازی هیلر بود. این محصول هرگز تولید انبوه نشد.

## مشخصات
داده‌ها از Jane's All The World's Aircraft 1965–66
ویژگی‌های عمومی
- ظرفیت: 6 people
- طول: ۴۱ فوت ۳ اینچ (۱۲٫۵۷ متر) (overall length)
- ارتفاع: ۱۰ فوت ۵ اینچ (۳٫۱۸ متر)
- وزن خالی: ۱٬۹۰۰ پوند (۸۶۲ کیلوگرم)
- بیشترین وزن برخاست: ۳٬۵۰۱ پوند (۱٬۵۸۸ کیلوگرم)
- پیشرانه: ۱ عدد Turboprop Pratt & Whitney Canada PT6, ۵۵۰ اسب بخار (۴۱۰ کیلووات)
- قطر روتور اصلی:  ۳۵ فوت ۸ اینچ (۱۰٫۸۶ متر)
- مساحت روتور اصلی: ۹۹۷ فوت مربع (۹۲٫۶ متر مربع)